# Herbert J. C. Grierson
Herbert John Clifford Grierson (1866–1960) (ou Herbert J. C. Grierson), est un spécialiste de littérature, un éditeur et un critique littéraire écossais.

## Biographie

### Vie personnelle

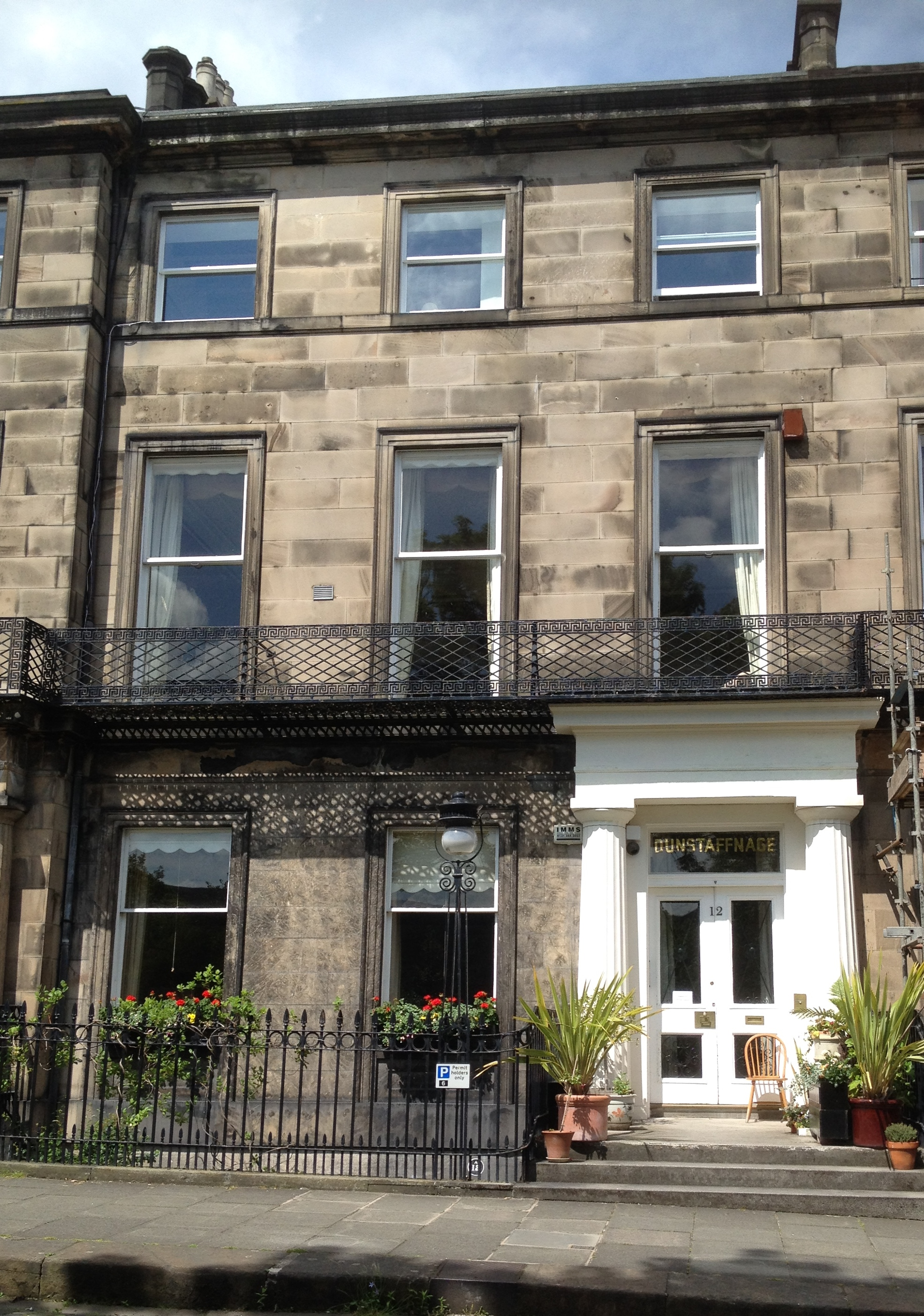
12 Regent Terrace, Édimbourg

Herbert J. C. Grierson est né le 16 janvier 1866 à Lerwick, Shetland. Il est le fils de Andrew John Grierson et de son épouse, Alice Geraldine De (née Clifford) Grierson. En 1896, il épouse Mary Letitia (née Ogston) Grierson, fille de Sir Alexander Ogston, professeur de chirurgie à Aberdeen. Ils ont cinq filles dont Molly Dickins, auteure d'A Wealth of Relations, qui traite de son histoire familiale, dont l'écrivain Flora Grierson cofondatrice de Samson Press (en) et l'écrivain et pianiste Janet Teissier du Cros (en).
Il habite au 12 Regent Terrace à Édimbourg de 1913 à 1953.

### Carrière professionnelle
Herbert J. C. Grierson étudie au King's College (en) de l'Université d'Aberdeen et à Christ Church (Oxford). Après le diplôme obtenu dans cette dernière il est engagé comme professeur de littérature de langue anglaise dans son alma mater à Aberdeen, où il enseigne de 1894 à 1915 puis devient professeur de littérature de langue anglaise à l'Université d'Édimbourg jusqu'en 1935.
On lui attribue un intérêt marqué pour les poètes métaphysiques, en particulier John Donne, un renouveau plus communément attribué à T. S. Eliot. Son domaine de recherche était la poésie anglaise du 17e siècle, mais il s'intéressait également à Walter Scott.

### Décès
Herbert J. C. Grierson meurt le 19 février 1960 à Cambridge et il est inhumé dans l'extension nord du Dean Cemetery (en) à Édimbourg. Sa femme Mary Letitia (1868-1937) répose près de lui.

## Œuvres
- (en) The First Half of the Seventeenth Century (New York : Charles Scribner's Sons, 1906) ; auteur Vol. VII de la série, Periods of European Literature, éd. Professor Saintsbury (en)
- (en) The English Parnassus (1909) anthologie de poèmes, éditeur avec W. MacNeile Dixon (en)
- (en) Poems of Tennyson (1910)
- (en) The Poems of John Donne 2 vols. (Oxford UP, 1912) éditeur
- (en) Metaphysical Lyrics & Poems of the Seventeenth Century: Donne to Butler (1921)
- (en) Don Quixote: Some War-time Reflections on Its Character and Influence (1921) pamphlet
- (en) William Blake's Designs for Gray's Poems (1922)
- (en) Poems of Lord Byron (1923)
- (en) The Background Of English Literature and Other Collected Essays & Addresses  (1925)
- (en) Lyrical Poetry from Blake to Hardy (1928, Hogarth Press)
- (en) Cross-Currents in 17th Century English Literature (1929)
- (en) The Flute, with Other Translations and a Poem (Samson Press, 1931)
- (en) Sir Walter Scott: Broadcast Lectures to the Young (1932)
- (en) Sir Walter Scott To-Day: Some Retrospective Essays and Studie s (1932) éditeur
- (en) The Letters of Sir Walter Scott (à partir de 1932) éditeur
- (en) Carlyle and Hitler (1933) Adamson Lecture (en) de l'Université de Manchester (1930)
- (en) Oxford Book of Seventeenth Century Verse (1934) éditeur avec G. Bullough (1934)
- (en) Milton and Wordsworth (1937)
- (en) The English Bible (1943)
- (en) A Critical History of English Poetry (1944) avec J. C. Smith
- (en) The Personal Note, an Anthology of First and Last Words (1946) éditeur avec Sandys Watson
- (en) Criticism and Creation With Some other Essays (1949)
- (en) Swinburne (1953)